# Balthazar Martinot
Pour les articles homonymes, voir Martinot et Famille Martinot.

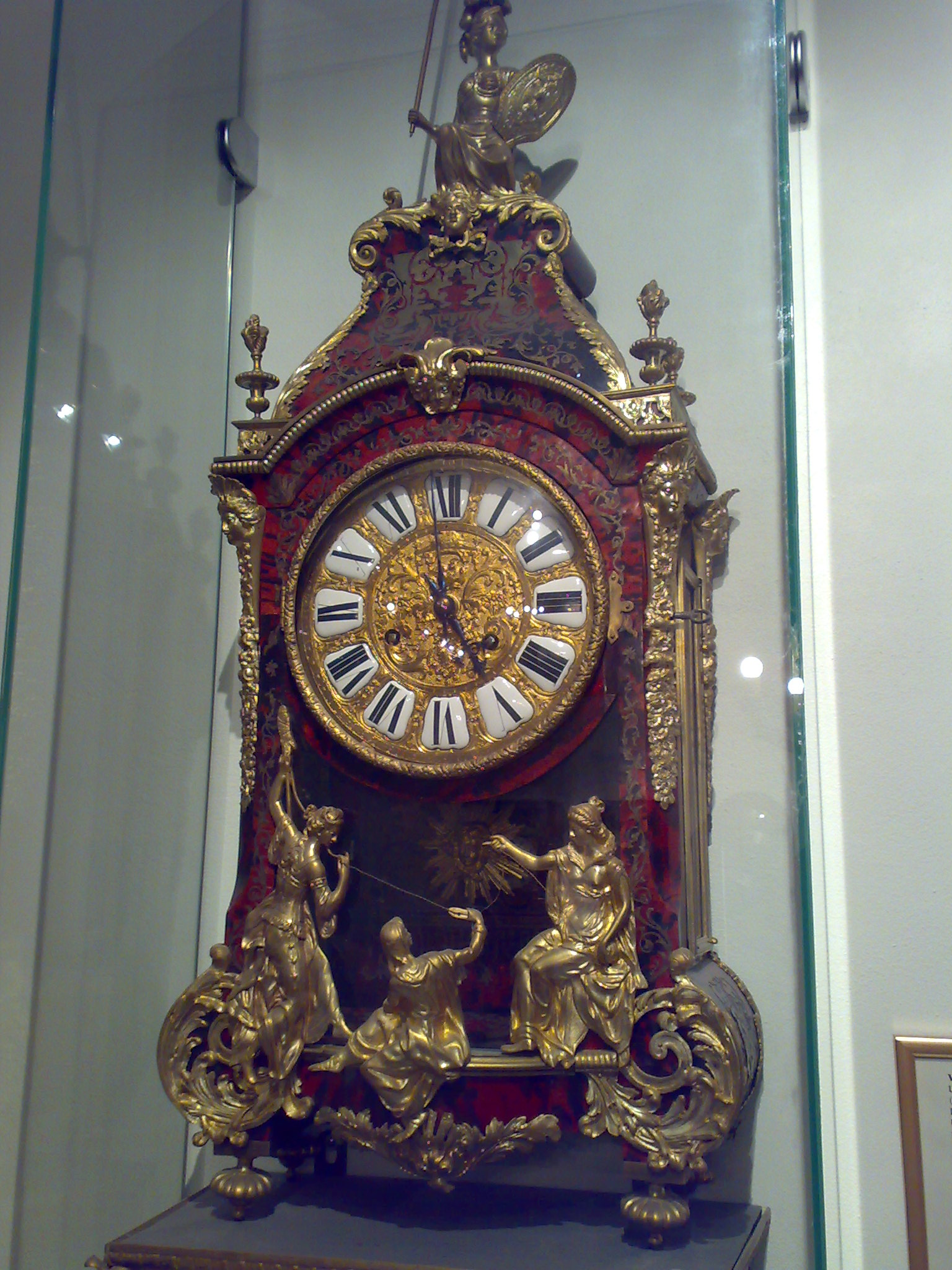
Horloge par Balthazar Martinot, 1678.

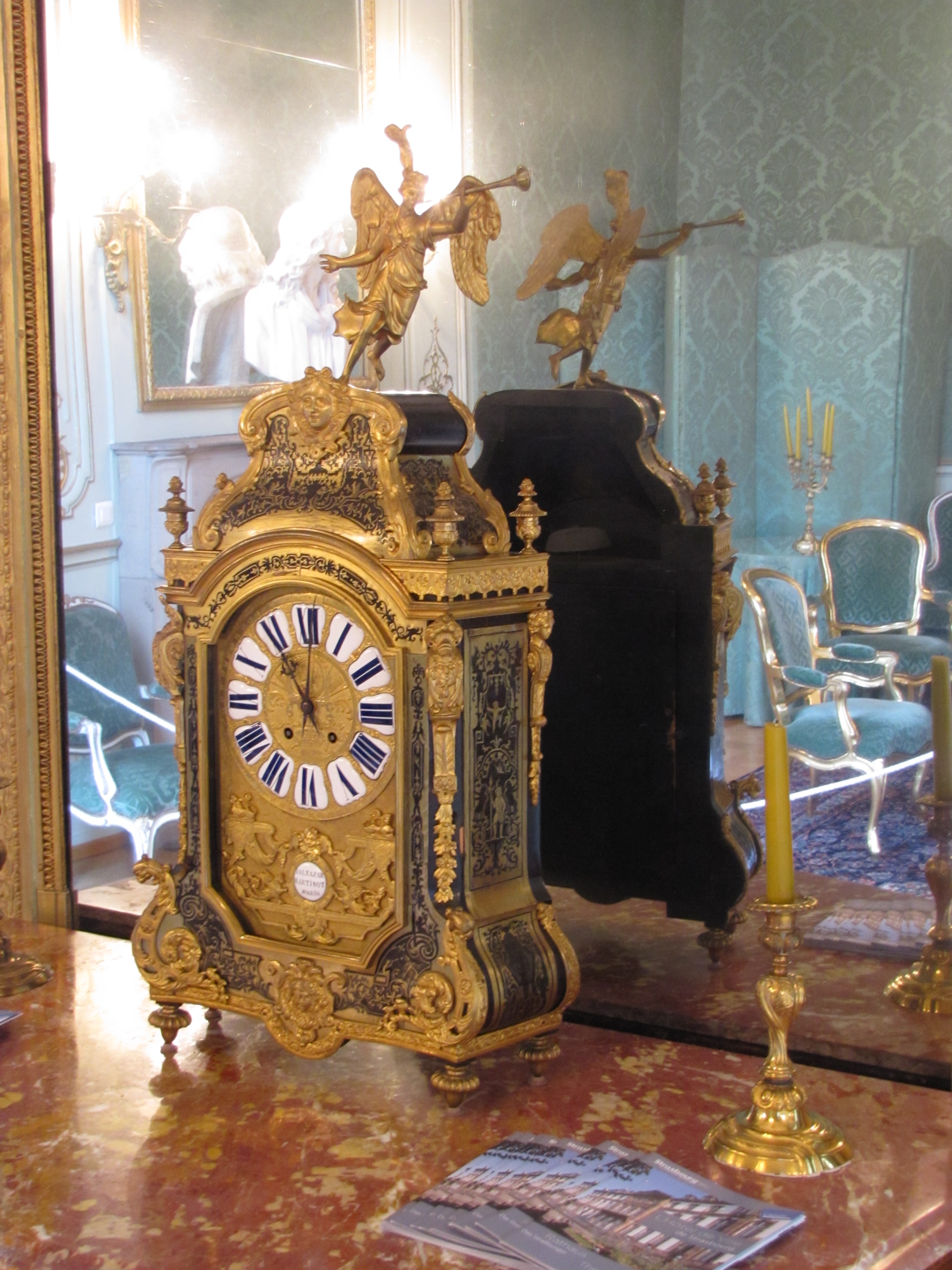
Strasbourg, Ancien Hôtel des Comtes de Hanau-Lichtenberg, Hôtel de Ville de Strasbourg, Horloge Balthazar Martinot.

Balthazar Martinot, dit « l'Aîné », né en 1636 à Rouen, mort le 30 décembre 1714 à Saint-Germain-en-Laye et inhumé en cette église, est un horloger français.
Balthazar Martinot, écuyer, valet de chambre-horloger ordinaire de la reine mère Anne d'Autriche en 1665, puis horloger ordinaire du roi, était considéré de son temps comme l'un des plus fameux horlogers de toute l'Europe.
Comme écrit dans le Dictionnaire des horlogers français (Tardy) : « Avec les Martinot nous avons affaire à la plus longue dynastie de l’histoire de l’horlogerie. Nous nous trouvons en face d’êtres d’une exceptionnelle longévité et d’une fécondité non moins exceptionnelle qui, durant près de deux siècles, ont tenu des emplois officiels ».
Balthazar Martinot avait épousé Anne Belon, fille de Pierre Belon, également valet de chambre-horloger ordinaire de la reine.
Leur fille Anne Martinot morte en 1707 avait épousé Philippe van Dievoet, dit « Vandive », le fameux orfèvre du Roi et du Dauphin, frère du sculpteur bruxellois Pierre van Dievoet.
Balthazar naquit à Rouen en 1636 et était le fils de l'horloger Balthazar Martinot le Vieux (1610-1697) et de Catherine Hubert, fille de l'horloger Noël Hubert (1612-1650), gouverneur du Gros Horloge de Rouen et fondateur en cette ville d'une célèbre dynastie d'horlogers. Plusieurs membres de cette famille Hubert, huguenots, ont émigré à La Haye, Amsterdam, Genève, Leyde ou Londres.
Balthazar Martinot mourut à Saint-Germain-en-Laye en 1714.

## Parcours
Balthazar Martinot commença à œuvrer à Paris vers 1660, il était établi rue Galande en 1683 et quai des Orfèvres en 1697 et se retira dans son château de Saint-Germain-en-Laye en 1710. Son talent lui procura de nombreux appuis et lui donna un grand prestige. En 1665, il avait succédé à son beau-père Pierre Belon comme valet de chambre-horloger ordinaire de la reine mère Anne d'Autriche, il est de 1689 à 1679 et de 1693 à 1695 horloger du roi et de son conseil. Il jouissait de la protection et de la considération des plus importants représentants de la société de son époque, à commencer par Louis XIV lui-même, Monseigneur le Grand Dauphin, les ducs d'Aumont et de La Trémoille, le prince de Rohan, le marquis d'Argenson, la comtesse de Polignac, le cardinal de Gesvres, les Présidents de Harlay, de Lamoignon et de nombreux autres grands personnages.
Le nom de Balthazar Martinot reste attaché à une splendide loterie de montres et de pendules à Versailles qu’il organisa en 1695 pour la Cour en compagnie de son confrère Nicolas Gribelin, les billets avaient été remplacés par des médailles sur lesquelles étaient gravées une pendule et l’inscription « Honos et praemia alunt artes ».

## Production
Outre des montres de petits volumes, il est l'auteur de nombreuses pendules dont le boîtier est souvent l'œuvre de André-Charles Boulle (1642-1732).
Les grands musées conservent nombre de ses productions (musée du Louvre, musée de Cluny et Musée national des techniques à Paris, Musée des Arts décoratifs à Lyon, Museum der Zeitmessung Beyer à Zurich, Musée de l'horlogerie à La Chaux-de-Fonds, le Victoria and Albert Museum à Londres, le Cleveland Museum of Art, La  Frick Collection, le Musée de la civilisation, etc.). 
On a découvert un inventaire de 1700 qui révèle qu’il possédait la plus importante collection privée d’horloges de son temps à Paris.
Le 8 janvier 2023, lors des émeutes au Palais du Planalto au Brésil, une horloge du XVIIe siècle signée par Balthazar Martinot, un cadeau offert par Louis XIV au prince  Joseph du Brésil, pour occasion de son mariage avec  Marie-Anne Victoire, a été radicalement endommagée.

## Le ressort réglant de Martinot
Avant l'invention capitale en 1675 par Christian Huygens du ressort spiral réglant, Balthazar Martinot, en collaboration avec Blaise Pascal et le duc de Roannez, mit au point en 1660 un système de ressort destiné à réguler le balancier des montres. Ce mécanisme porte toujours en horlogerie le nom de « ressort réglant de Martinot ».